# Смешанная команда на летних Олимпийских играх 1904
Результаты спортсменов из разных стран, которые соревновались в парных и командных видах спорта на летних Олимпийских играх 1904, приписываются смешанной команде. Ей приписываются результаты десяти спортсменов из четырёх стран в трёх видах спорта.

## Медалисты

### Золото
| Золото |                                                                   |                                  |
| №      | Спортсмены                                                        | Вид спорта (дисциплина)          |
| 1      | Мануэль Диас (CUB) Альбертсон Ван Зо Пост (USA) Рамон Фонст (CUB) | Фехтование (рапира среди команд) |

### Серебро
| Серебро |                                                                                              |                                       |
| №       | Спортсмены                                                                                   | Вид спорта (дисциплина)               |
| 1       | Уильям Вернер (USA) Альберт Кори (FRA) Джим Лайтбоди (USA) Сидни Хатч (USA) Лейси Хирн (USA) | Лёгкая атлетика (4 мили среди команд) |

## Результаты соревнований

### Лёгкая атлетика
| Соревнование        | Спортсмены                                                                                   | Финал      | Финал      |
| Соревнование        | Спортсмены                                                                                   | Результат  | Место      |
| ------------------- | -------------------------------------------------------------------------------------------- | ---------- | ---------- |
| 4 мили среди команд | Джим Лайтбоди (USA) Уильям Вернер (USA) Лейси Хирн (USA) Альберт Кори (FRA) Сидни Хатч (USA) | неизвестен | 2 3 4 9 10 |
| 4 мили среди команд | Джим Лайтбоди (USA) Уильям Вернер (USA) Лейси Хирн (USA) Альберт Кори (FRA) Сидни Хатч (USA) | 28 очков   | 2          |

### Теннис
| Соревнование  | Спортсмены                        | 1/8 финала                                                 | Четвертьфинал      | Полуфинал          | Финал              |
| Соревнование  | Спортсмены                        | Соперник Результат                                         | Соперник Результат | Соперник Результат | Соперник Результат |
| ------------- | --------------------------------- | ---------------------------------------------------------- | ------------------ | ------------------ | ------------------ |
| Парный разряд | Хуго Гарди (GER) Пол Глисон (USA) | Альфонсо Белл (USA) Роберт Лерой (USA) проиграли; 3-6, 1-6 | не прошли          | не прошли          | не прошли          |

### Фехтование
| Соревнование        | Спортсмены                                                          | Финал | Финал |
| Соревнование        | Спортсмены                                                          | Побед | Место |
| ------------------- | ------------------------------------------------------------------- | ----- | ----- |
| Рапира среди команд | Мануэль Диас (CUB), Альбертсон Ван Зо Пост (USA), Рамон Фонст (CUB) | 7     | 1     |